# Pierre Duhem

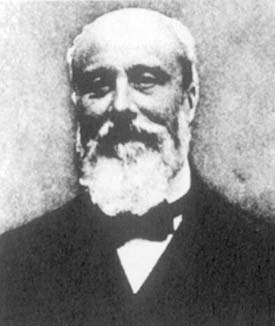
Pierre Duhem

Pierre Maurice Marie Duhem (Parijs, 10 juni 1861 – Cabrespine, 14 september 1916) was een Frans natuurkundige en wetenschapshistoricus. Hij is bekend geworden door zijn geschriften over de wetenschappelijke ontwikkeling in de Oudheid en de Middeleeuwen en de naar hem genoemde Gibbs-Duhem-vergelijking en Duhem-Margules-vergelijking. Hij bestudeerde vooral Leonardo da Vinci.
Duhem studeerde aan de École normale supérieure, en doceerde theoretische fysica aan de Universiteit van Lille van 1887 tot 1893, aan de Universiteit van Rennes in het jaar 1893-94 en verder aan de Universiteit van Bordeaux tot 1916.
Met zijn werk was Duhem een van de grondleggers van de fysische chemie, van de wetenschapsgeschiedenis en de wetenschapsfilosofie. Bekend is zijn Duhem-Quinestelling. Met name Anneliese Maier (1905-1971) is beïnvloed door Duhem's werk.

## Publicaties
- La potentiel thermodynamique et ses applications (1886)
- Leçons sur l'électricité et le magnétisme (1891)
- Les théories de la chaleur (1895)
- Traité élémentaire de la mécanique chimique (4 delen, 1897–1899)
- Thermodynamique et chimie (1902)
- Le mixte et la combinaison chimique. Essai sur l'évolution d'une idée (1902)
- L'évolution de la mécanique (1903)
- Les origines de la statique (1903)
- La théorie physique, son objet et sa structure (1906)
- Études sur Léonard de Vinci (15 delen, 1906-1913)
- Sozein ta phainomena. Essai sur la Notion de Théorie physique de Platon à Galilée (1908)
- Traité d'énergétique (2 delen, 1911)
- Le Système du Monde. Histoire des Doctrines cosmologiques de Platon à Copernic (10 delen, 1913-1959)